# 小林正 (政治家)
小林 正（こばやし ただし、1933年4月24日 - ）は、日本の政治家、教育評論家。元参議院議員（1期）。日本教育再生機構」代表委員、教科書改善の会賛同者、日本の教育改革を進める会理事、「日本の教育改革」有識者懇談会（民間教育臨調）教育制度部会長、新しい憲法をつくる国民会議理事、協和協会理事、新しい歴史教科書をつくる会会長、世界戦略総合研究所評議員、全国教育問題協議会顧問などを歴任。

## 経歴
- 1933年 東京府に生まれる。
- 1957年 横浜国立大学学芸学部哲学科を卒業。川崎市立中学校教諭となる。
- 1982年 日教組の中では右派に属する神奈川県教職員組合の委員長に就任。組合を労働組合から職能団体・互助会へ変質させることを目指した。
- 1989年7月 第15回参議院議員通常選挙神奈川県選挙区に日本社会党公認で出馬し当選。派閥は右派であり、民社党、社民連との連携を最重視した。党内若手改革派議員でつくる「アクション・ニュー・デモクラシー」（AND）や超党派若手議員の政策集団「シリウス」などに属した。
- 1992年12月 参議院本会議で衆議院定数是正「9増10減」案採決の際、党方針に反して賛成。厳重注意処分に。
- 1993年1月 党改革が進まないことを理由に社会党に離党届提出。民主改革連合に所属。
- 1993年5月 日本社会党を除名。
- 1994年7月 新生党に入党。
- 1994年12月 新進党結成に参画。参議院院内会派の新緑風会政策審議会長に就任。
- 1995年5月 第17回参議院議員通常選挙にあたって、新進党は神奈川県選挙区の候補者を公明系新人松あきら1人に絞り、小林は比例区からの出馬を打診されたが拒否し離党。
- 1995年7月 神奈川県選挙区に無所属で出馬したが落選し、供託金没収。
- 1998年7月 第18回参議院議員通常選挙比例区に自由党公認で出馬したが、名簿順位が低く落選。政界引退。教育評論家に転じる。
- 2006年
  - 4月 - 新しい歴史教科書をつくる会（つくる会）理事に就任。
  - 6月21日 - つくる会会長に就任。
  - 10月22日 - 「日本教育再生機構」が設立。代表委員に就任。
  - 12月 - 参議院教育基本法に関する特別委員会に国民新党推薦で参考人招致されるも、民主党の佐藤泰介・神本美恵子・那谷屋正義・水岡俊一（いずれも日教組の組織内議員）の反対により参考人を外される。
- 2007年
  - 5月31日 - つくる会会長を解任。
  - 8月 - つくる会会員を除名。

## 統一教会との関係
- 小林正は、統一教会の関連団体「世界戦略総合研究所」の設立に関わった[2][3]。
- 統一教会の機関紙『世界思想: 平和大使運動を推進するオピニオン情報誌』と同一の雑誌である『月刊PAX』の1999年5月号には、統一教会の関連団体「世界平和連合」が1999年3月13日に東京都千代田区の砂防会館の大ホールで憲法改正を呼びかけた『救国救世全国躍進大会99』というイベントを開催したことが書かれている[4]。小林はその『救国救世全国躍進大会99』に参加して「家庭再建が問われる中、現行憲法には社会の基本単位である『家族』の視点がまったくない。欧米諸国はもちろんのこと、中国においても明記されている」と挨拶をした[4]。イベントには統一教会の関連団体「世界平和連合」、統一教会の関連団体「国際勝共連合」のそれぞれの各支部役員や代表者や、統一教会幹部の大塚克己、小林が顧問を務める全国教育問題協議会の常任理事の山本豊らが出席した[4][5]。
- 統一教会の機関紙『世界思想: 平和大使運動を推進するオピニオン情報誌』2000年10月号に小林は寄稿した[6]。
- 2002年5月22日、統一教会の関連団体「ワシントンタイムズ財団」が主催し、統一教会の関連団体「世界平和女性連合」が後援したイベント「国際指導者会議」に、小林は発題者として出席した[7]。
- 統一教会の機関紙『世界思想: 平和大使運動を推進するオピニオン情報誌』2003年2月号に小林のインタビュー記事が掲載された[8]。
- 2005年8月21日、小林は統一教会の機関紙「世界日報」へ寄稿した[9]。
- 2005年12月5日、統一教会の関連団体「世日クラブ」が開催した講演会で、小林は講演した[10]。
- 統一教会の機関紙『世界思想: 平和大使運動を推進するオピニオン情報誌』2007年2月号に小林のインタビュー記事が掲載された[11]。
- 統一教会の機関紙『世界思想: 平和大使運動を推進するオピニオン情報誌』2008年12月号に小林は寄稿した[12]。
- 統一教会の機関紙『世界思想: 平和大使運動を推進するオピニオン情報誌』2009年12月号に小林のインタビュー記事が掲載された[13]。
- 統一教会の機関紙『世界思想: 平和大使運動を推進するオピニオン情報誌』2010年11月号に小林のインタビュー記事が掲載された[14]。

## 幸福の科学との関係
- 2015年5月、新興宗教「幸福の科学」の政治団体「幸福実現党」党首の釈量子が「慰安婦」資料への反論書をパリ・ユネスコ本部に提出する際に、小林は名を連ねた[15]。

## 人物・主張
かつて日教組で活動していた際には、右派の現代教育労働運動研究会（現教研）の中心人物の一人。現教研出身の田中一郎委員長が落選中の西岡武夫を激励したことを切っ掛けとして日教組が内紛状態に陥った際には、監査委員として左派の批判を封じる役回りを演じた。その後土井たか子率いる社会党のブームによって、国政に転進。党内でも改革派として民社党や社会民主連合さらには新生党などとの連携を目指すが、党内主流と乖離し脱党。その後新進党に参加するが公認争いから離党し、無所属で出馬するものの落選。
ゆとり教育やジェンダーフリー教育など日教組の主張に真っ向から反対している。日本文化チャンネル桜に出演。映画「南京の真実」の賛同者。
山梨県教職員組合（山教組）と政治団体の山梨県民主教育政治連盟（県政連）が民主党の輿石東参院幹事長支援のため教員から組織的に選挙資金を集めていた問題で、2005年2月、政治資金規正法違反（虚偽記載）の罪で県政連会長ら3人を山梨県警に刑事告発したメンバーの1人でもある。但し、山教組はそもそも田中委員長の出身母体でもあるなど日教組内でも右派の有力な本拠でもあり、小林もかつてはその擁護に回った一人でもあった。
2012年9月5日、小林、三宅久之、すぎやまこういちなど保守系の著名人28人は、同年9月の自由民主党総裁選挙に向けて、「安倍晋三総理大臣を求める民間人有志の会」を発足させた。同日、同団体は安倍晋三の事務所に赴き、出馬要請をした。9月26日、総裁選が実施され、安倍が当選した。

## 新しい歴史教科書をつくる会
2006年の新しい歴史教科書をつくる会内紛で、会長を解任され次期会長含みで副会長に復帰していた八木秀次らを排除することを目指した理事の藤岡信勝は、八木らが抜けた後の理事として、ひそかに小林に就任を要請。4月30日の理事会で八木や会長の種子島経らが辞任・退会すると同時に、小林は理事に就任（藤岡は副会長に復帰）。
会長は空席だったが、6月21日の理事会で小林が就任。当初は藤岡と同一歩調を取っていたが、すぐに藤岡の手法に疑問を覚え、八木らと連携して広範な国民の支持を得ることが必要だとして、八木が理事長となって10月22日に結成された日本教育再生機構の代表委員に就任した。教科書発行について同機構や発行元の扶桑社と協議を続けていたが、藤岡がこれに猛反発し多数派工作が行われた。2007年5月30日の理事会で小林は、それに先立つ評議会が激論となり取りまとめが不可能だったため延期を宣言して退席したが、欠席裁判で会長を解任され、藤岡が会長に就任。つくる会は扶桑社と決別した。
つくる会は、小林が一連の経緯を記して神奈川県支部の会員に配布した文書  が「本会の名誉を著しく傷つけ、本会の活動を混乱させています」として撤回を要求。小林はこれを拒み、8月1日付で会員を除名された。除名処分はつくる会初だった。
現在は日本教育再生機構代表委員、教科書改善の会の賛同者など。

## 著書
- 『「日教組」という名の十字架 : 戦後教育の源流をたどる』(善本社, 2001年) ISBN 4793904114
- 『教育黒書 : 学校はわが子に何を教えているか』(八木秀次編著 ; 西村和雄 [ほか著]. PHP研究所, 2002年) ISBN 4569623883
- 『教育制度の再生』(学事出版, 2006年) ISBN 4761911255
- 『「日教組」という名の十字架』(増補改訂. 善本社, 2006年) ISBN 4793904114

## 編著書
- 『教育制度の再生』（西澤潤一監修『日本の教育改革をどう構想するか　民間教育臨調の提言』4）　2006年　学事出版　ISBN 4-7619-1125-5